# Бологов, Николай Александрович
Никола́й Алекса́ндрович Бологов (25 мая [6 июня] 1894, Нижнедевицк — 22 апреля 1969, Москва) — советский военно-морской деятель, контр-адмирал (04.06.1940).

## Биография

Н. А. Бологов в 1914 году

Родился в дворянской семье. Его отец Александр Васильевич в 1904 году определил сына в Воронежский кадетский корпус на казённый счет. Через пять лет Николай поступил в Морской корпус, по окончании которого в 1914 году направлен на Черноморский флот корабельным гардемарином броненосца «Иоанн Златоуст». Вскоре переведён на Балтийский флот, на вспомогательный крейсер «Митава», затем в апреле 1915 года был назначен флаг-офицером 2-й бригады крейсеров. На крейсере «Громобой» он участвовал в бою с германскими кораблями у маяка Утэ. В 1916 году поступил в Минный класс в Кронштадте, окончил его и был определён старшим минным специалистом на эскадренный миноносец «Константин», достраивавшийся в Ревеле. Участвовал в знаменитом Моонзундском морском сражении, в бою на Кассарском плёсе был контужен.
В феврале 1918 года добровольно вступил в Рабоче-крестьянский Красный флот, оставаясь старшим минным специалистом на эскадренном миноносце «Константин». В июне 1918 года по состоянию здоровья (сказалась контузия в голову во время морского сражения) был уволен в резерв. В Воронеже поступил на работу в «Больничную кассу» социального страхования секретарём. При регистрации в военкомате в графе политическая принадлежность указал — «независимый социалист на платформе советской власти». В августе 1918 года был вызван телеграммой Совета комиссаров Балтфлота и был назначен старшим флаг-секретарём минной дивизии с привлечением в качестве военного специалиста для работы в Совете комиссаров. В марте 1919 года был назначен помощником командира эскадренного миноносца «Капитан Изыльметьев». Член РКП(б) с мая 1919 года.
Участвовал в Гражданской войне. В конце августа 1919 года назначен командиром эсминца «Выносливый», а с 1 мая 1920 по март 1921 года был командиром эсминца «Самсон». 20 марта 1921 года назначен командиром линейного корабля «Парижская Коммуна». В мае 1922 года назначен начальником и комиссаром Учебного отряда морских сил Балтийского моря. Флаг держал на линкоре «Парижская коммуна» и учебном судне «Комсомолец». В марте 1924 года назначен начальником и комиссаром единственного в стране Военно-морского училища (с января 1926 года ВМУ им. М. В. Фрунзе) с трёхлетним сроком обучения для подготовки строевых командиров — вахтенных начальников надводных кораблей. В 1924 году назначен командиром и комиссаром Особого практического отряда, совершившего первое заграничное плавание после событий 1917 года. Отряд состоял из двух кораблей — «Аврора» и «Комсомолец». Свой флаг Н. А. Бологов держал на легендарном крейсере «Аврора». В Бергене «Аврору» посетила Александра Михайловна Коллонтай. Приказом по флоту и Морскому ведомству была объявлена благодарность за успешное окончание заграничного плавания. В 1928 году был награждён браунингом от ЦК ВЛКСМ с надписью: «Активному строителю Красного военного флота».
В 1929 году был командирован на курсы усовершенствования начальствующего состава, а затем направлен в декабре того же года военно-морским атташе в Японию, где работал в Полпредстве СССР в Токио до 1932 года. Встречался с Рихардом Зорге. Работал начальником Управления кадров Военно-морских сил СССР. С октября 1934 года — адъюнкт Военно-морской академии им. К. Е. Ворошилова. По окончании адъюнктуры преподавал в академии. В 1936—1941 гг. возглавлял кафедру истории военно-морского искусства академии. Одновременно был заместителем редактора журнала «Морской сборник». Его перу принадлежит ряд научных трудов, по которым готовили офицеров флота, в годы Великой Отечественной войны успешно применивших свои знания на театре военных действий. В «Мировой империалистической войне» дал глубокий анализ Первой мировой войны, раскрыв её причины и геополитическую обстановку в мире, боевые действия стран-участниц войны на суше и в море.
По распоряжению командования из осаждённого Ленинграда переведён в Куйбышев старшим морским начальником и одновременно возглавил Исторический отдел Главного морского штаба ВМФ; в 1943 году переведён в Москву. Сначала жил в гостинице ЦДКА, потом ему дали двухкомнатную квартиру в знаменитом генеральском доме № 33 в Староконюшенном переулке на Арбате. В штабе занимался составлением переписки по военно-морским вопросам И. В. Сталина с президентами США Ф. Рузвельтом, Г. Трумэном и премьер-министрами Великобритании У. Черчиллем и К. Эттли в период Великой Отечественной войны. В октябре 1944 года был назначен представителем Народного комиссариата Военно-морского флота при уполномоченном Совнаркома СССР по делам Контрольной комиссии в Румынии и Финляндии. Во время этой работы им был предложен план организации и устройства военно-морской базы на полуострове Порккала-Удд, в Финляндии. Это имело большое геополитическое значение для страны после Великой Отечественной войны. Работая в Бухаресте, денежное содержание получал в иностранной валюте. Когда его адъютант предложил купить мебель в Румынии, напомнив, что московская квартира почти пустая, Николай Александрович ответил: «Половина страны разрушена войной, люди живут в землянках, и я не имею морального права заниматься этими вопросами». Все деньги передал в Фонд обороны Родины.
В 1945 году принимал участие в составе группы военно-морских экспертов и советников, делегаций Союза ССР в работе Крымской (Ялтинской) и Берлинской (Потсдамской) конференций глав правительств СССР, США и Великобритании.
В 1946 году Наркомат Военно-морского флота был упразднён, переведён в Военно-политическую Академию им. В. И. Ленина начальником военно-исторической кафедры. Напряжённая работа, командировки на фронт, бессонные ночи в годы Великой Отечественной войны сильно подорвали здоровье Н. А. Бологова. 1 сентября 1948 года он был уволен по болезни в отставку. Умер в 1969 году, похоронен на Ваганьковском кладбище. Семейное захоронение на участке № 20 недалеко от могилы Теодора Нетте. В 2004 году на могиле была установлена стела с надписью: «КОНТР-АДМИРАЛ БОЛОГОВ НИКОЛАЙ АЛЕКСАНДРОВИЧ 18.VI.94 -19.IV.69 Защитнику Отечества От Министерства Обороны Российской Федерации».

### Звания
- гардемарин (1909);
- мичман (июнь 1914);
- лейтенант (6 декабря 1916);
- капитан 1-го ранга (2 декабря 1935);[3]
- флагман 2-го ранга (13 марта 1938);
- контр-адмирал (4 июня 1940)[4].

### Награды
Плавал на крейсере «Громобой», участвовал в бою с германцами у маяка «Утэ». 3а это морское сражение был награждён орденом Святого Станислава 3-й степени с мечами и бантом. За заслуги перед Родиной был награждён орденами Ленина, Красного Знамени (дважды), Нахимова II степени, Красной Звезды (дважды), медалями «За оборону Ленинграда», «За победу над Германией в Великой Отечественной войне 1941—1945 гг.», «За победу над Японией» и другими.

## Семья
В бою за Родину 20 февраля 1944 года под Кингисеппом погиб его старший сын — лейтенант Николай Николаевич Бологов, 1923 года рождения, тоже участник обороны Ленинграда. Николай Александрович с уважением и любовью относился к своей жене Екатерине Константиновне, разделявшей с ним все трудности и невзгоды на протяжении 47 лет совместной жизни.